# Luckhauser Kotten
Der Luckhauser Kotten ist ein alter Schleifkotten, spätere Mühle und ein Ortsteil im Wuppertaler Wohnquartier Herbringhausen im Stadtbezirk Langerfeld-Beyenburg.

## Geographie

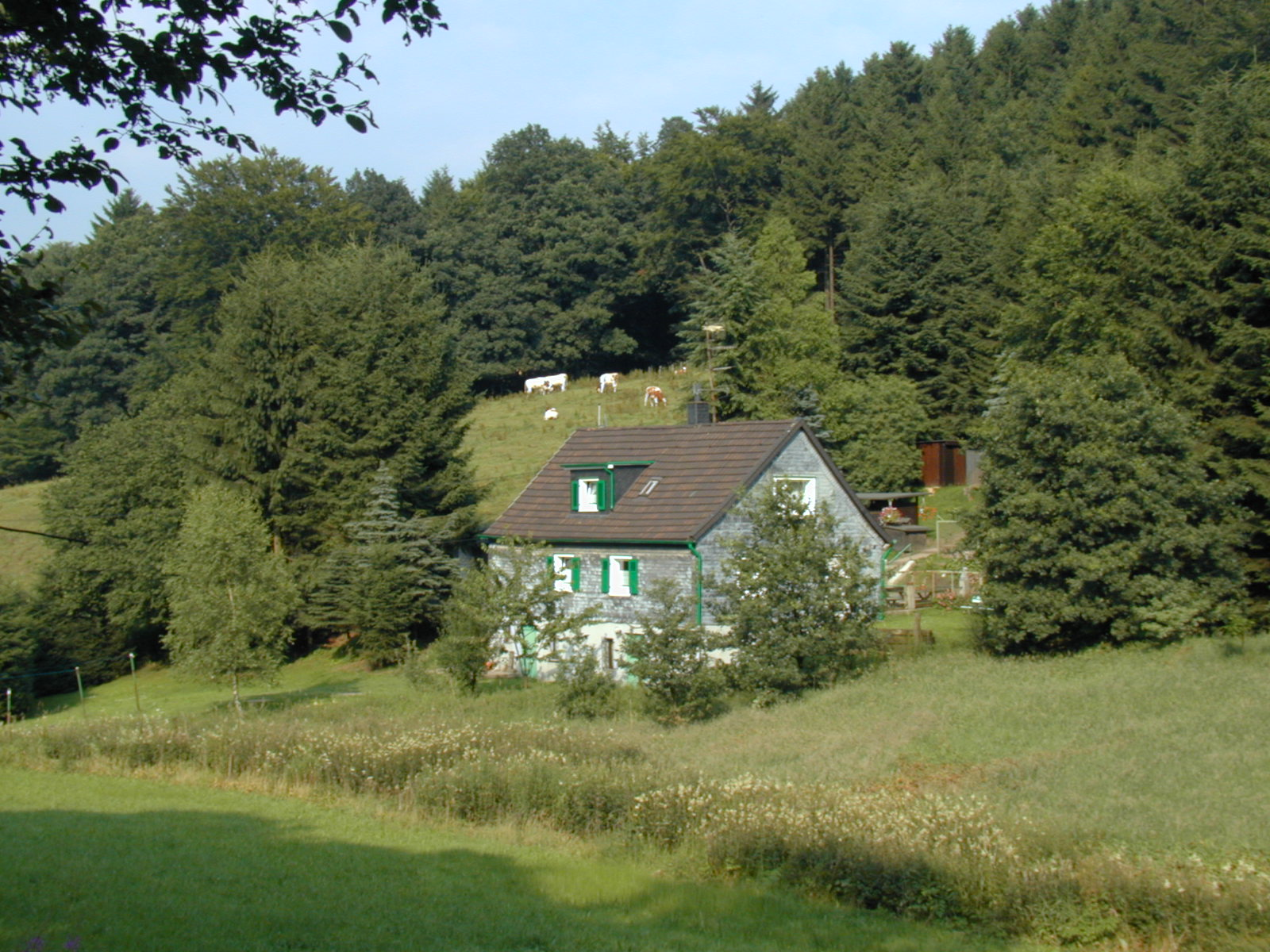
Der Luckhauser Kotten

Der Luckhauser Kotten liegt im Marscheider Bachtal auf 275 m ü. NHN im südöstlichen Wuppertal an der Stadtgrenze zu Remscheid-Lüttringhausen. Der Kotten befindet sich zwischen der Remscheider Ortslage Luckhausen und der Hastberger Mühle.

## Geschichte
Der Luckhauser Kotten wurde 1824/25 von einem Gebrüderpaar namens Müller errichtet, die zuvor am 9. November 1824 die Konzession zum Betrieb als Schleifkotten erhalten haben. Bereits 1846 wurden das oberschlächtige Wasserrad und die zwei Mahlgänge zum Betrieb einer Getreide- und zweier Knochenstampfen genutzt. Das nutzbare Gefälle zwischen Wasserrad und Stauteich betrug nur drei Zoll, ein Arbeiter war zu dieser Zeit dort beschäftigt.
1853 wird die Nutzung als Getreide- und Fruchtmühle amtlich, der Besitzer zu dieser Zeit heißt Richard Hordenbach. Der letzte Vermerk über die Nutzung erfolgte 1867. Heute wird der Luckhauser Kotten als Wohnhaus genutzt. Das äußere Erscheinungsbild ist weitgehend im Originalzustand erhalten.